# Мюнстер (Тіроль)
Мюнстер (нім. Münster) — містечко й громада округу Куфштайн у землі Тіроль, Австрія.
Мюнстер лежить на висоті 534 м над рівнем моря і займає площу 27,82 км². Громада налічує 3044 мешканців.
Густота населення 109/км².
На території громади є високогірне озеро Зерайне-Зе.
|                                  |
| Мюнстер на мапі округу та землі. |

 Адреса управління громади: Dorf 90, 6232 Münster (Tirol).